# Arturo Fernández Seara
Arturo Fernández Seara (Ourense, 18 novembre 1956) è un ex cestista spagnolo.

## Palmarès
- Liga catalana: 3

Barcellona: 1983, 1984, 1985
- Coppa delle Coppe: 2

Barcellona: 1984-85, 1985-86
- Coppa Intercontinentale: 1

Barcellona: 1985